# Charles Faroux

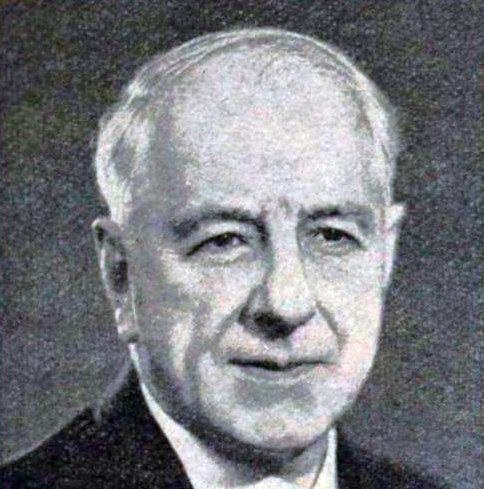
Charles Faroux en 1939.

Charles Ernest Faroux, né le 20 décembre 1872 à Noyon (Oise) et mort le 9 février 1957 à Neuilly-sur-Seine, est un ingénieur automobile et journaliste français, créateur des 24 Heures du Mans en 1923, joueur de billard carambole et 2 fois champion du monde amateur. 

## Biographie
Charles Faroux fait ses études à l’École polytechnique (X1892). Sportif, il gagne le prix général du Lendit à Amiens en 1892.
Journaliste à La Vie Automobile et à Très Sport après être passé par La Vie au grand air, il a l’idée de créer une nouvelle course automobile avec Georges Durand, secrétaire général de l’ACO (Automobile Club de l'Ouest), Émile Coquille, industriel, dirigeant de Rudge-Witworth et Géo Lefèvre, journaliste sportif. La première édition du "Grand Prix d’Endurance de 24 heures - Coupe Rudge-Whitworth" a lieu les 26 et 27 mai 1923.
Charles Faroux dirige la course des 24 Heures du Mans de 1923 à 1956 ; par ailleurs, il préside l’association des journalistes sportifs (AJS) de 1920 à 1957. Il est aussi, avant guerre, directeur de course  du Rallye Monte-Carlo.
Il est nommé officier de la Légion d'honneur en 1933.
Peu avant la Seconde Guerre mondiale, il est élu Président du Jiu-Jitusu Club de France, 1er club de judo de France, créé en 1936 par Moshe Feldenkrais, dont le siège est situé à l’École Spéciale des Travaux Publics - ESTP, fondée et dirigée alors par Léon Eyrolles (aujourd'hui l'École spéciale des travaux publics, du bâtiment et de l'industrie), 1, rue Thénard à Paris.
En tant qu’ingénieur de formation, il fonde aussi la Société des ingénieurs de l’automobile, et met au point, avec l'ingénieur Pol Ravigneaux, le chronométrage des 24 Heures du Mans.
Il est ami de son confrère russe Andrei Nagel, avec lequel il remporte, comme copilote et contre toute attente, en 1910, un Prix spécial de l'Automobile Club Impérial russe lors de la course de régularité Saint-Pétersbourg-Kiev-Moscou-Saint-Pétersbourg disputée à partir du 16 juin sur une distance de près de 3 200 kilomètres, grâce à la Russo-Balt S24-30 personnelle de Nagel (de 24HP).

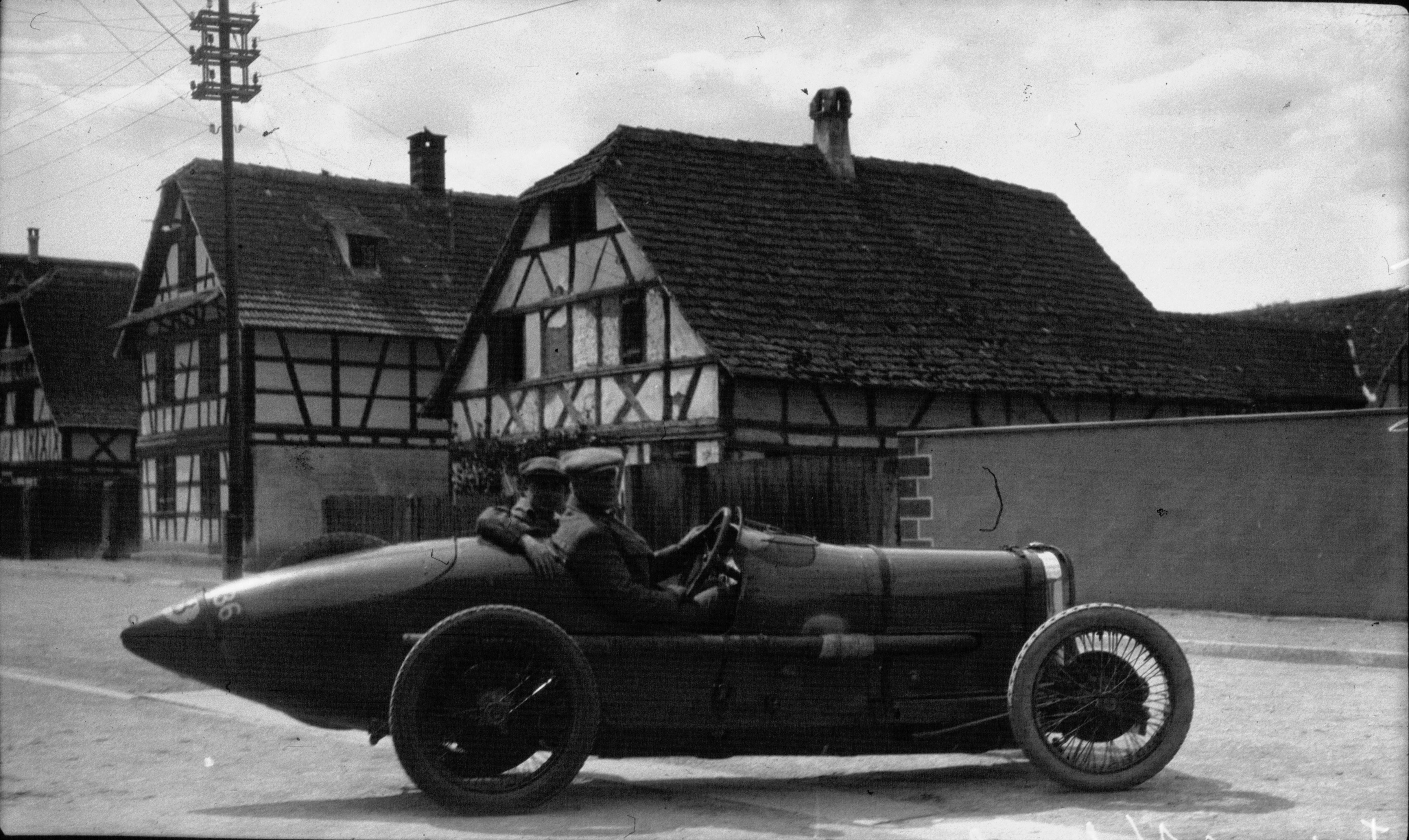
Charles Faroux en 1922, lors du Grand Prix de l'ACF.
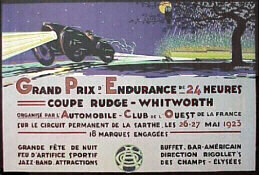
L'affiche annonçant l'édition 1923 des 24 Heures du Mans.
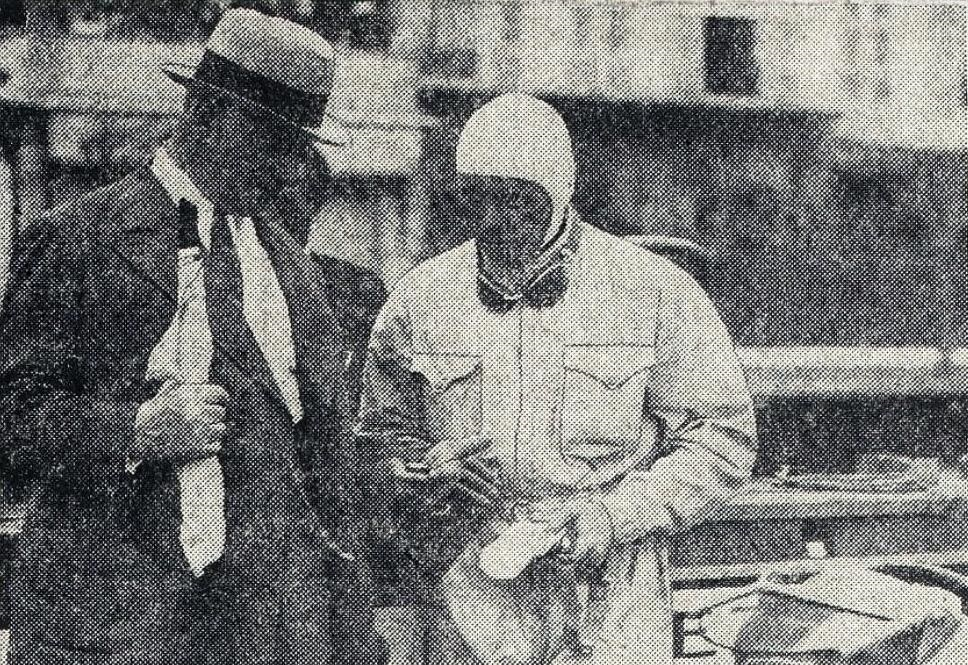
Charles Faroux, directeur de course du Grand Prix de Monaco 1932, dialogue avec Achille Varzi avant le départ.
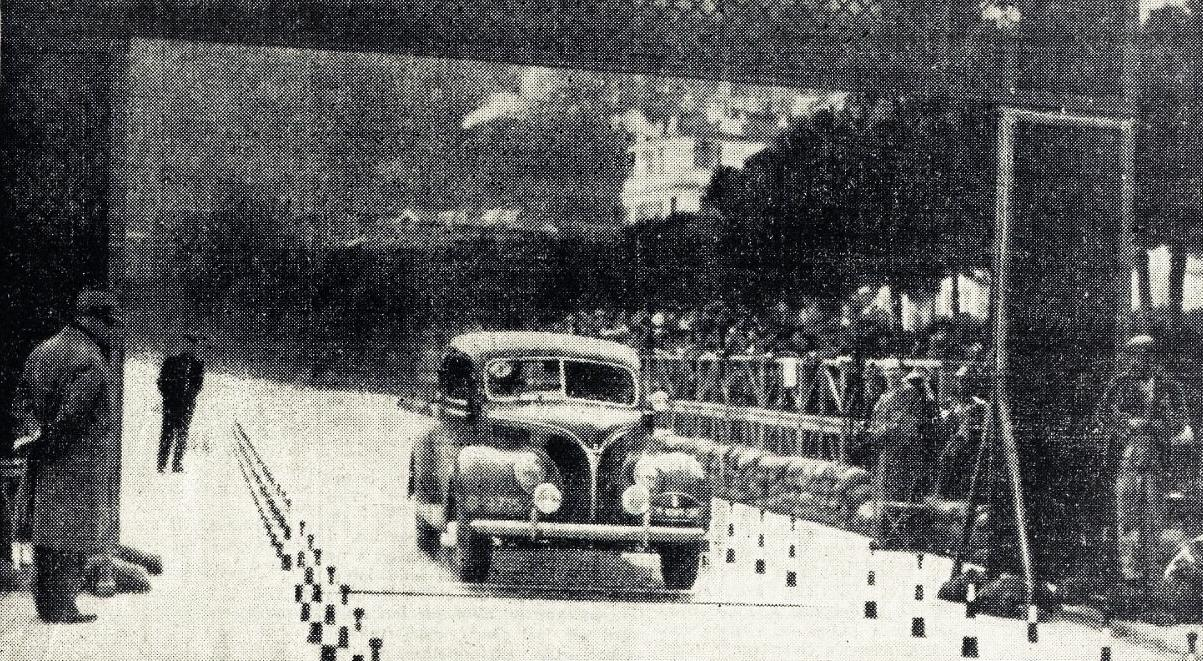
Rallye Monte Carlo 1939, Gerard Bakker Schut sur Ford lors de l'épreuve de manœuvres à Monaco, avec à gauche Charles Faroux, le directeur de course.
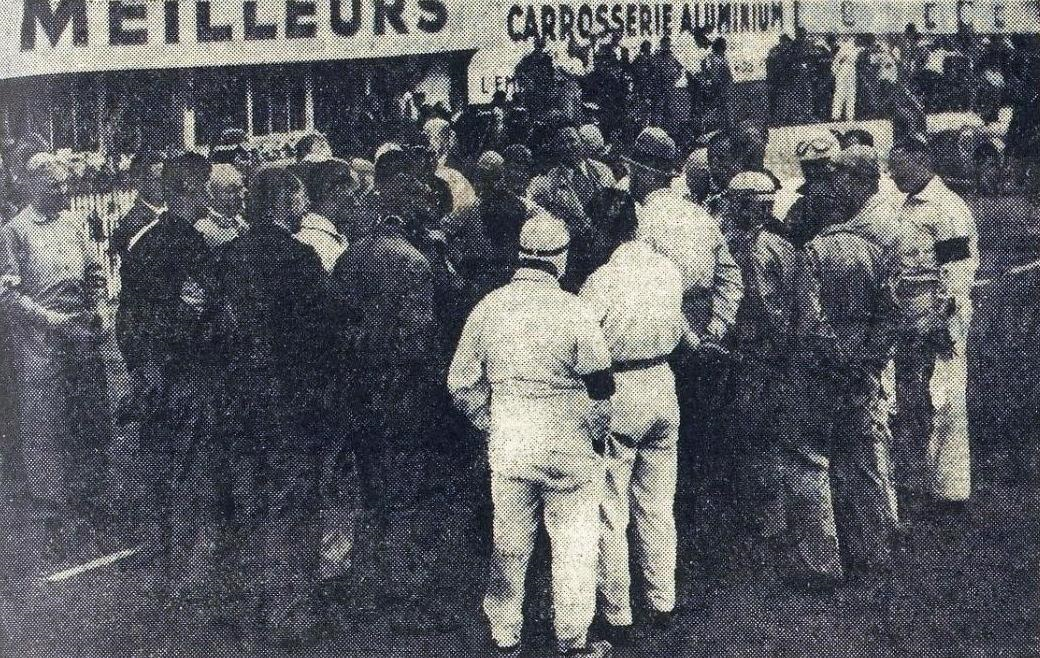
Charles Faroux directeur de course réunissant concurrents et commissaires avant le départ des 24 Heures du Mans 1939.
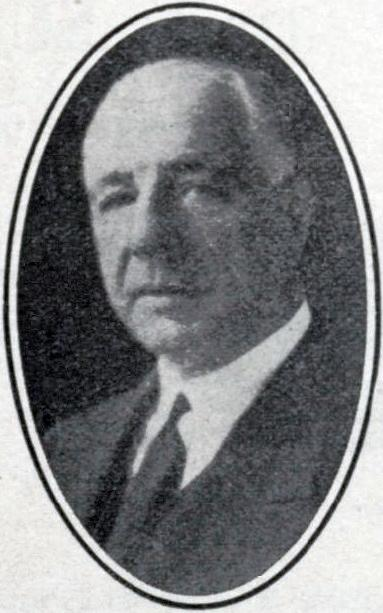
Charles Faroux en 1935.

## Billard carambole

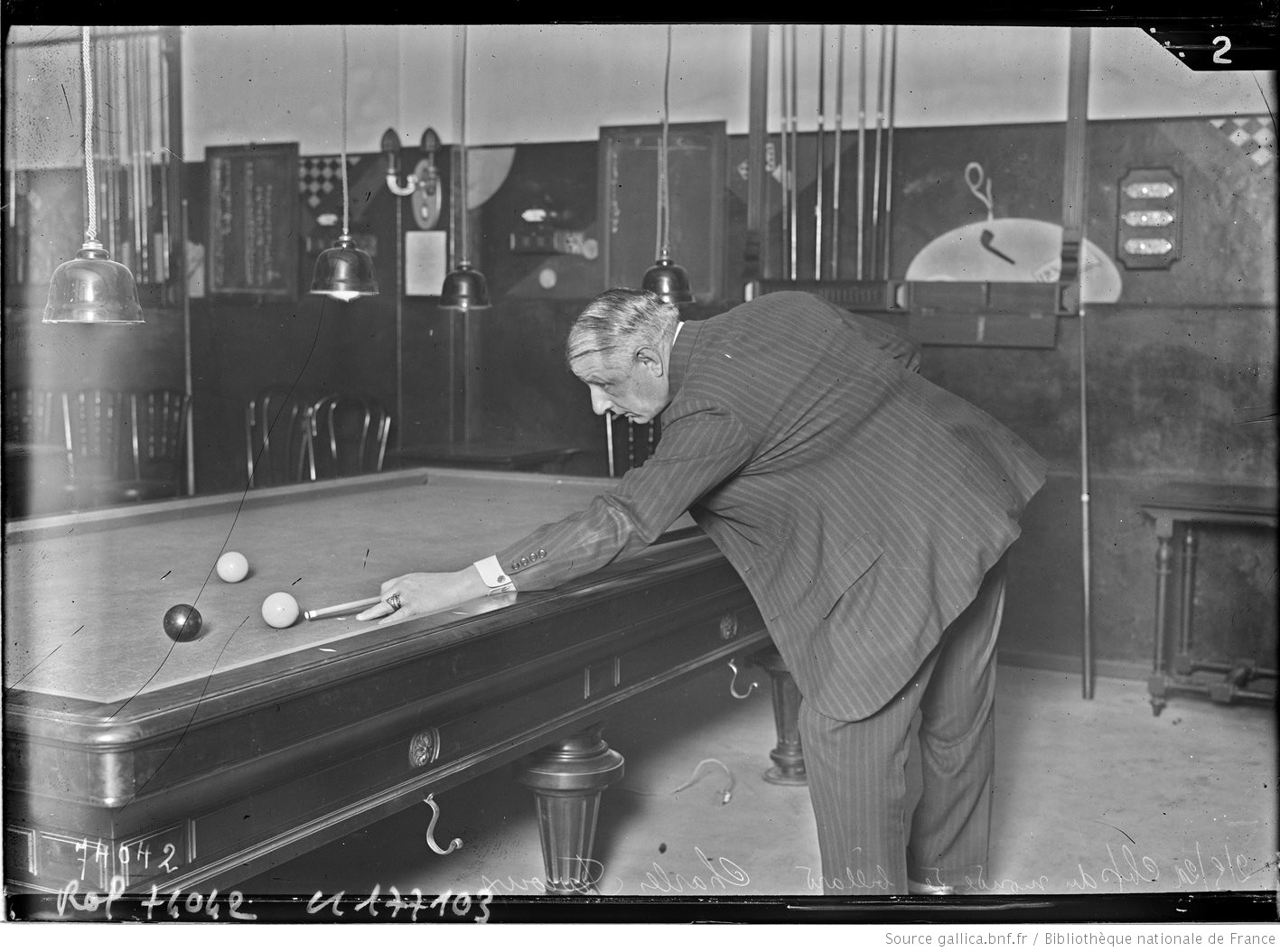
Faroux au Championnat du Monde de Cadre 45/2 1922 à Paris

Faroux est l’un des meilleurs joueurs de cadre des années 1900-1920. En 1907, il participe pour la première fois au Championnat du monde en Cadre -45 / 2, se classe deuxième immédiatement et à nouveau en 1910. En 1912 et 1919, il est champion du monde dans cette discipline. Il dispute sa dernière Coupe du monde en 1927 puis se consacre au sport automobile.

### Succès
- Championnat du monde de billard carambole cadre 47/2 :
  - Première place: 1912, 1919
  - Deuxième place: 1907, 1910, 1921, 1922, 1923, 1927
  - Troisième place: 1914, 1920

## Livres
- Edmond Dujardin, Accélérez accélérez ! Le nouvel art du volant, préface de Charles Faroux, Éditions Edmond Dujardin, Arcachon, 1950